# Po Klong Garai
Le Temple de Po Klong Garai ou Tháp Po Klaung Garai est un kalan, temple-tour cham (et par extension les autres monuments qui l'accompagnent) situé dans l'ancienne principauté cham de Panduranga, ancien nom de la cité connue aujourd'hui sous le nom de Phan Rang - Tháp Chàm ((vi) Thành phố Phan Rang - Tháp Chàm). Cette ville a été établie capitale de la province de Ninh Thuận en 1917 par édit de l'Empereur Khải Định, en Annam au centre du Vietnam.
Mais le personnage Po Klong Garai, est d'abord un jeune gardien de troupeaux qui devint le roi des Cham au XIe siècle et se distingua pacifiquement face aux Khmers qui commencèrent à vouloir envahir son royaume. La légende prétend que c'est lors de cette première confrontation pacifique que les tours de Po Klong Garai furent érigées. Mais elles furent construites en l'honneur de la légende du roi Po Klong Garai par le roi historique Jaya Simhavarman III, qui gouverna le Royaume Champā de 1285 à 1307 et qu'on appelle Chê Mân en Vietnamien.
Les premières fouilles réalisées sur le site de Po Klong Garai furent entreprises en août 1901 par Henri Parmentier archéologue et architecte en chef mandaté par École française d'Extrême-Orient. Les travaux de déblaiement furent interrompus puis reprirent début 1906. Auparavant, les connaissances entre les cultures celles du royaume des Cham et celle de l'Empire Khmer étaient imprécises et mal délimitées, les travaux sur Po Klong Garai amenèrent une connaissance plus affinée sur ces deux cultures dominantes en Indochine à cette époque.

## Légende du roi Po Klong Garai
Selon la légende, le jeune Po Klong Garai débuta sa vie comme gardien de troupeaux, mais sa destinée le fit devenir roi des Champā, gouvernant sagement pour le bien du peuple. Quand les Khmer du Cambodge envahirent son royaume, il leur fit face et les défia en leur proposant d’une manière pacifique d'organiser un concours de construction des plus belles tours. Et, c’est Po Klong Garai qui l’emporta dans cette compétition face aux Prince Khmers, en obligeant de ce fait ces envahisseurs à retourner chez eux.
Après sa mort, Po Klong Garai devint un dieu et un protecteur des peuples sur Terre ; il est raconté que la tour qu’il construisit lors de ce concours avec les Khmers, est toujours la même Tour qui a pris son nom et est encore connue ainsi actuellement.

## Histoire du Temple
On doit au Roi Cham Jaya Simhavarman III (Viet: Chê Mân) la construction de la Tour en l’honneur de Po Klong Garai vers la fin du XIIIe siècle. Comme, la présence de plusieurs stèles provenant d’une période antérieure, suggère que Jaya Simhavarman les tours peuvent avoir été restaurées et ajoutées aux structures déjà en place.
On y voit une inscription qui date de 1050, où Po Klong Garai commémore la victoire militaire de deux Princes Cham (présumée représenter la dynastie du Nord du quartier général d’Indrapura près du sanctuaire de Mỹ Sơn) sur le peuple de Panduranga du Champā du Sud.
Selon l’inscription, les princes victorieux célèbrèrent ce succès en érigeant deux lingas et une colonne de victoire.

## Site architectural du Temple

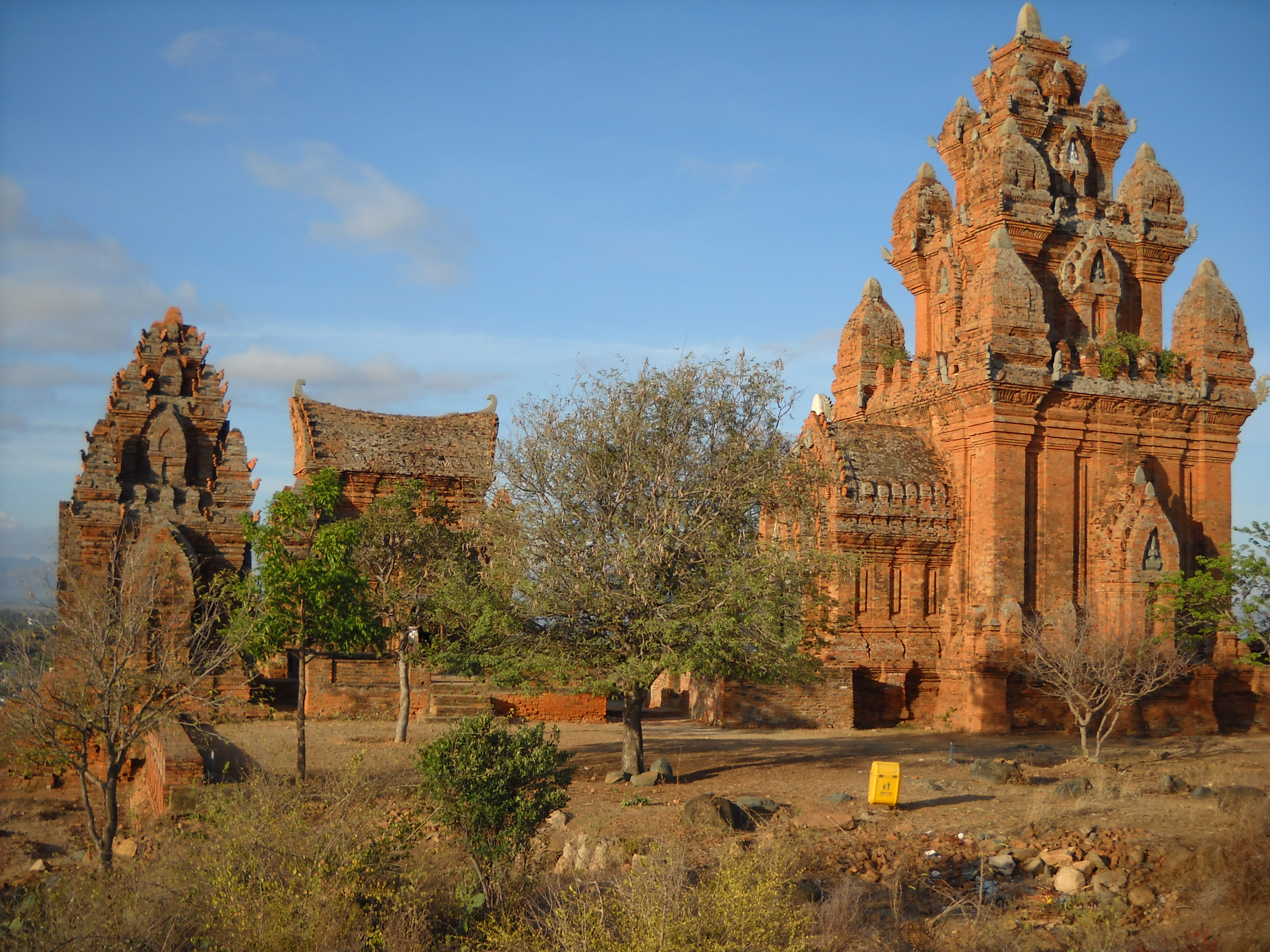
Les Cham utilisaient la brique rouge pour leurs temples et monument religieux comme cela apparait sous cet angle de vue de Po Klong Garai, contrairement aux Khmers qui utilisaient la pierre grise.

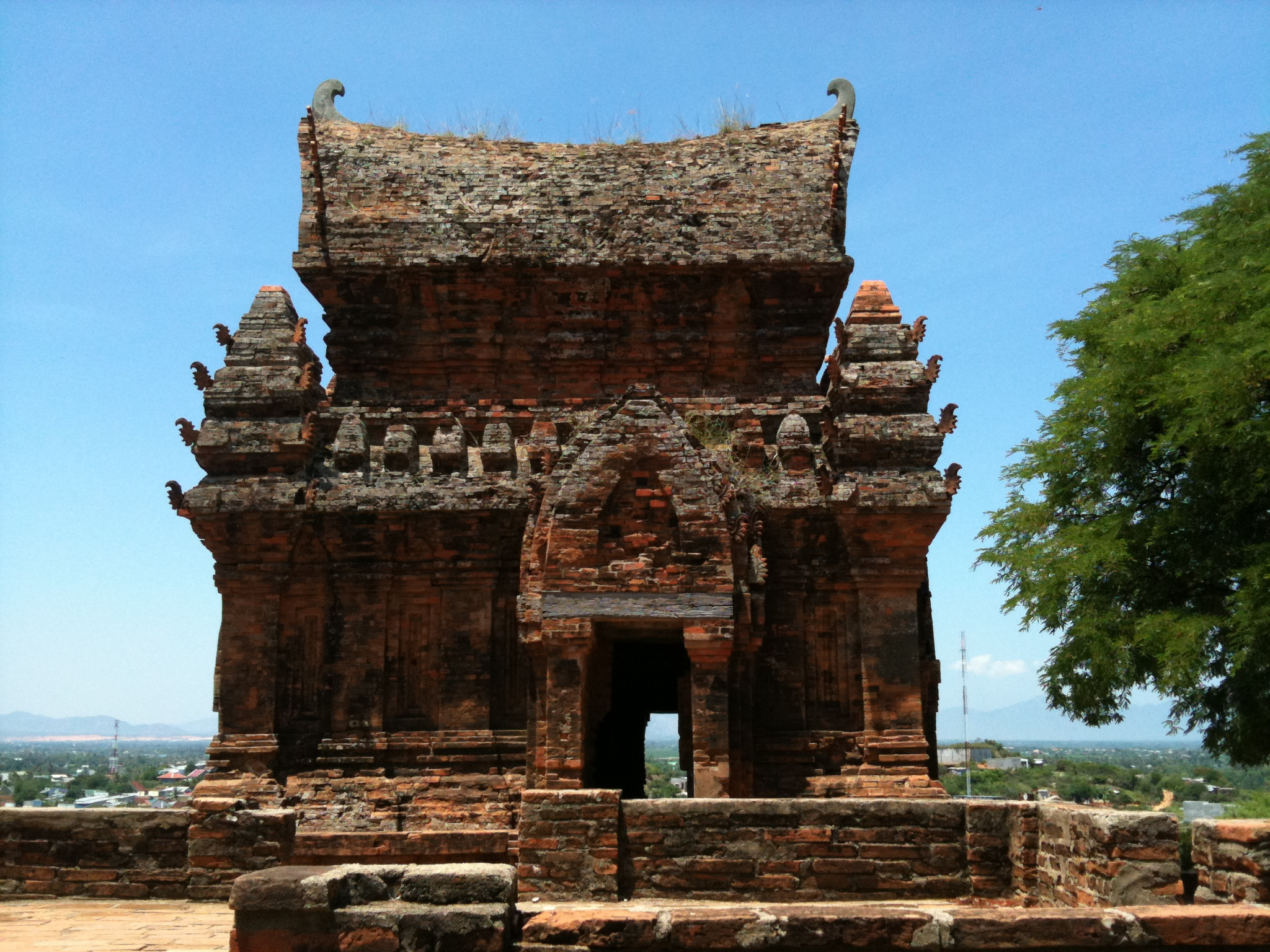
Po Klong Garai illustre harmonieusement le style Thap Mam de l'Art cham. On peut remarquer très nettement l'élégant toit en forme de selle.

Le temple de Po Klong Garai appartient à ce qui est connu comme étant le style Thap Mam de l’Art du XIIe siècle et XIIIe siècle de l’architecture Cham et cela consiste en trois tours de briques : une tour principale avec trois histoires, une petite tour d’entrée , et une tour allongée avec un toit en forme de selle. Le groupe de bâtiments est bien préservé, et « se distingue par la pureté de ses lignes et l’austérité de ses décors ». « Au-dessus de la porte d’entrée de la tour principale, il y a une sculpture du dieu Shiva qui est considérée comme un des chefs-d’œuvre du style Thap Mam. Les images qui demeurent sont moins impressionnantes, ce qui révèle « un Art en déclin, cela est dû à sa dureté et l’aridité de sa construction». La tour avec la selle comme toit est connue pour être consacrée au dieu des Flammes, Thang Chuh Yang Pui. L’image religieuse du temple est un mukha linga des XVIe et XVIIe siècles. À mukhalinga est un linga (image d'un dieu en Hindou) à visage humain. En général, le linga est l’emblème du Dieu Hindou Shiva, mais les Cham disent que c’est une statue du Roi Po Klong Garai. Le temple est encore le site des festivals religieux des Chams.